# Jallais
Jallais és un municipi francès situat al departament de Maine i Loira i a la regió de País del Loira. L'any 2007 tenia 3.160 habitants.

## Demografia

### Població
El 2007 la població de fet de Jallais era de 3.160 persones. Hi havia 1.215 famílies de les quals 295 eren unipersonals (101 homes vivint sols i 194 dones vivint soles), 428 parelles sense fills, 452 parelles amb fills i 40 famílies monoparentals amb fills.
La població ha evolucionat segons el següent gràfic:
Habitants censats

### Habitatges
El 2007 hi havia 1.320 habitatges, 1.239 eren l'habitatge principal de la família, 16 eren segones residències i 65 estaven desocupats. 1.237 eren cases i 78 eren apartaments. Dels 1.239 habitatges principals, 939 estaven ocupats pels seus propietaris, 289 estaven llogats i ocupats pels llogaters i 11 estaven cedits a títol gratuït; 8 tenien una cambra, 67 en tenien dues, 139 en tenien tres, 284 en tenien quatre i 740 en tenien cinc o més. 997 habitatges disposaven pel capbaix d'una plaça de pàrquing. A 562 habitatges hi havia un automòbil i a 599 n'hi havia dos o més.

### Piràmide de població
La piràmide de població per edats i sexe el 2009 era:
| Homes | Edats   | Dones |
| ----- | ------- | ----- |
| 4     | 95 o +  | 8     |
| 16    | 90 a 94 | 12    |
| 28    | 85 a 89 | 36    |
| 20    | 80 a 84 | 28    |
| 60    | 75 a 79 | 72    |
| 68    | 70 a 74 | 76    |
| 84    | 65 a 69 | 80    |
| 68    | 60 a 64 | 88    |
| 56    | 55 a 59 | 76    |
| 84    | 50 a 54 | 84    |
| 144   | 45 a 49 | 116   |
| 152   | 40 a 44 | 104   |
| 116   | 35 a 39 | 132   |
| 112   | 30 a 34 | 84    |
| 80    | 25 a 29 | 68    |
| 84    | 20 a 24 | 52    |
| 136   | 15 a 19 | 128   |
| 96    | 10 a 14 | 104   |
| 104   | 5 a 9   | 112   |
| 68    | 0 a 4   | 76    |

## Economia
El 2007 la població en edat de treballar era de 1.959 persones, 1.542 eren actives i 417 eren inactives. De les 1.542 persones actives 1.461 estaven ocupades (800 homes i 661 dones) i 80 estaven aturades (31 homes i 49 dones). De les 417 persones inactives 199 estaven jubilades, 125 estaven estudiant i 93 estaven classificades com a «altres inactius».

### Ingressos
El 2009 a Jallais hi havia 1.227 unitats fiscals que integraven 3.135 persones, la mediana anual d'ingressos fiscals per persona era de 16.124,5 €.

### Activitats econòmiques
Dels 139 establiments que hi havia el 2007, 4 eren d'empreses alimentàries, 1 d'una empresa de fabricació de material elèctric, 12 d'empreses de fabricació d'altres productes industrials, 22 d'empreses de construcció, 29 d'empreses de comerç i reparació d'automòbils, 7 d'empreses de transport, 5 d'empreses d'hostatgeria i restauració, 2 d'empreses d'informació i comunicació, 8 d'empreses financeres, 7 d'empreses immobiliàries, 14 d'empreses de serveis, 19 d'entitats de l'administració pública i 9 d'empreses classificades com a «altres activitats de serveis».
Dels 40 establiments de servei als particulars que hi havia el 2009, 1 era una oficina d'administració d'Hisenda pública, 1 oficina de correu, 2 oficines bancàries, 1 funerària, 4 tallers de reparació d'automòbils i de material agrícola, 2 autoescoles, 3 paletes, 5 guixaires pintors, 3 fusteries, 3 lampisteries, 2 electricistes, 5 empreses de construcció, 4 perruqueries, 1 restaurant, 1 agència immobiliària i 2 salons de bellesa.
Dels 7 establiments comercials que hi havia el 2009, 1 era un supermercat, 2 fleques, 1 una carnisseria, 1 una botiga de roba i 2 floristeries.
L'any 2000 a Jallais hi havia 133 explotacions agrícoles que ocupaven un total de 4.326 hectàrees.

## Equipaments sanitaris i escolars
El 2009 hi havia 1 farmàcia i 1 ambulància.
El 2009 hi havia 1 escola maternal i 3 escoles elementals. Jallais disposava d'un col·legi d'educació secundària amb 200 alumnes.

## Poblacions més properes
El següent diagrama mostra les poblacions més properes.